# توراي يارادوا
توراي يارادوا (بالإنجليزية: Turai Yar'Adua)‏ (ولدت عام 1957) هي أرملة الرئيس النيجيري السابق عمر يارادوا، كما أنها شغلت منصب حاكم ولاية كاستينا. وكانت السيدة الأولى في نيجيريا بجوار زوجها من عام 2007 إلى 2010.
ولدت في كاستنيا في شمال البلاد في يوليو 1957. والتحقت بكلية كاستنيا للأداب والعلوم والتكنولوجيا في زاريا في ولاية كادونا. وحصلت على درحة البكالوريوس في اللغة من جامعة أحمدو بيلو.
تزوجت عمر يارادوا في 1975 وأنجبا خمس بنات وولدين. إحدى بناتها متزوجة من داكنجاري حاكم ولاية كيبي. ويقال أنها كانت أحد أقرب المستشارين لزوجها أثناء فترة توليه منصبه.